# Silvio Marić
Silvio Marić (Zágráb, 1975. március 20. –) horvát válogatott labdarúgó. Általában támadó-középpályásként szerepelt a csapataiban.
A nemzeti csapat tagjaként részt vett az 1998-as labdarúgó-világbajnokságon, ahol a bronzérmet jelentő harmadik helyet szerezték meg.

## Karrier statisztika
| Klub             | Szezon    | Bajnoki | Bajnoki | Kupa  | Kupa  | Európa | Európa | Összesen | Összesen |
| Klub             | Szezon    | Mérk.   | Gólok   | Mérk. | Gólok | Mérk.  | Gólok  | Mérk.    | Gólok    |
| ---------------- | --------- | ------- | ------- | ----- | ----- | ------ | ------ | -------- | -------- |
| Dinamo Zagreb    | 1992–93   | 1       | 0       | -     | -     | -      | -      | -        | -        |
| Dinamo Zagreb    | 1993–94   | 3       | 0       | -     | -     | -      | -      | -        | -        |
| Segesta          | 1994–95   | 9       | 1       | -     | -     | -      | -      | -        | -        |
| Dinamo Zagreb    | 1994–95   | 8       | 0       | -     | -     | -      | -      | -        | -        |
| Dinamo Zagreb    | 1995–96   | 21      | 3       | -     | -     | -      | -      | -        | -        |
| Dinamo Zagreb    | 1996–97   | 26      | 13      | -     | -     | -      | -      | -        | -        |
| Dinamo Zagreb    | 1997–98   | 18      | 7       | -     | -     | -      | -      | -        | -        |
| Dinamo Zagreb    | 1998–99   | 14      | 5       | -     | -     | -      | 1      | -        | -        |
| Newcastle United | 1998–99   | 10      | 0       | -     | -     | -      | -      | -        | -        |
| Newcastle United | 1999–2000 | 13      | 0       | -     | -     | -      | -      | -        | -        |
| FC Porto         | 2000–01   | 11      | 2       | -     | -     | -      | -      | -        | -        |
| Dinamo Zagreb    | 2001–02   | 9       | 5       | -     | -     | -      | -      | -        | -        |
| Dinamo Zagreb    | 2002–03   | 24      | 7       | -     | -     | -      | -      | -        | -        |
| Panathinaikósz   | 2003–04   | 13      | 1       | -     | -     | -      | -      | -        | -        |
| Panathinaikósz   | 2004–05   | 20      | 1       | -     | -     | -      | -      | -        | -        |
| Dinamo Zagreb    | 2005–06   | 22      | 1       | -     | -     | -      | -      | -        | -        |
| Összesen         | Összesen  | 222     | 46      | -     | -     | -      | -      | -        | -        |

## Külső hivatkozások
- Silvio Marić Archiválva 2012. november 8-i dátummal a Wayback Machine-ben – a FIFA.com honlapján
- Silvia Marić – a National-football-teams.com honlapján